# Lithocharis nigriceps

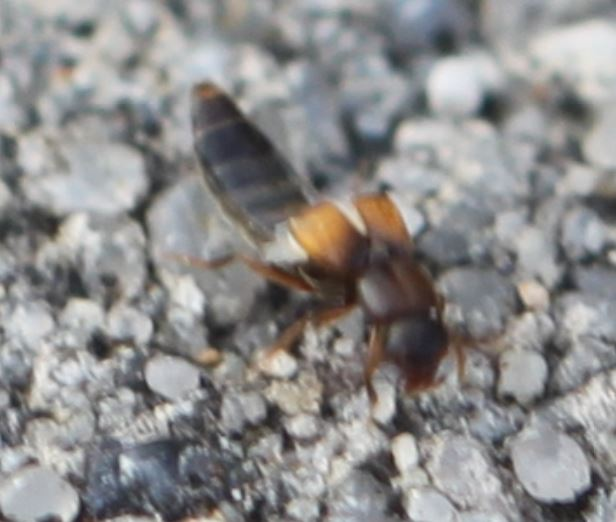

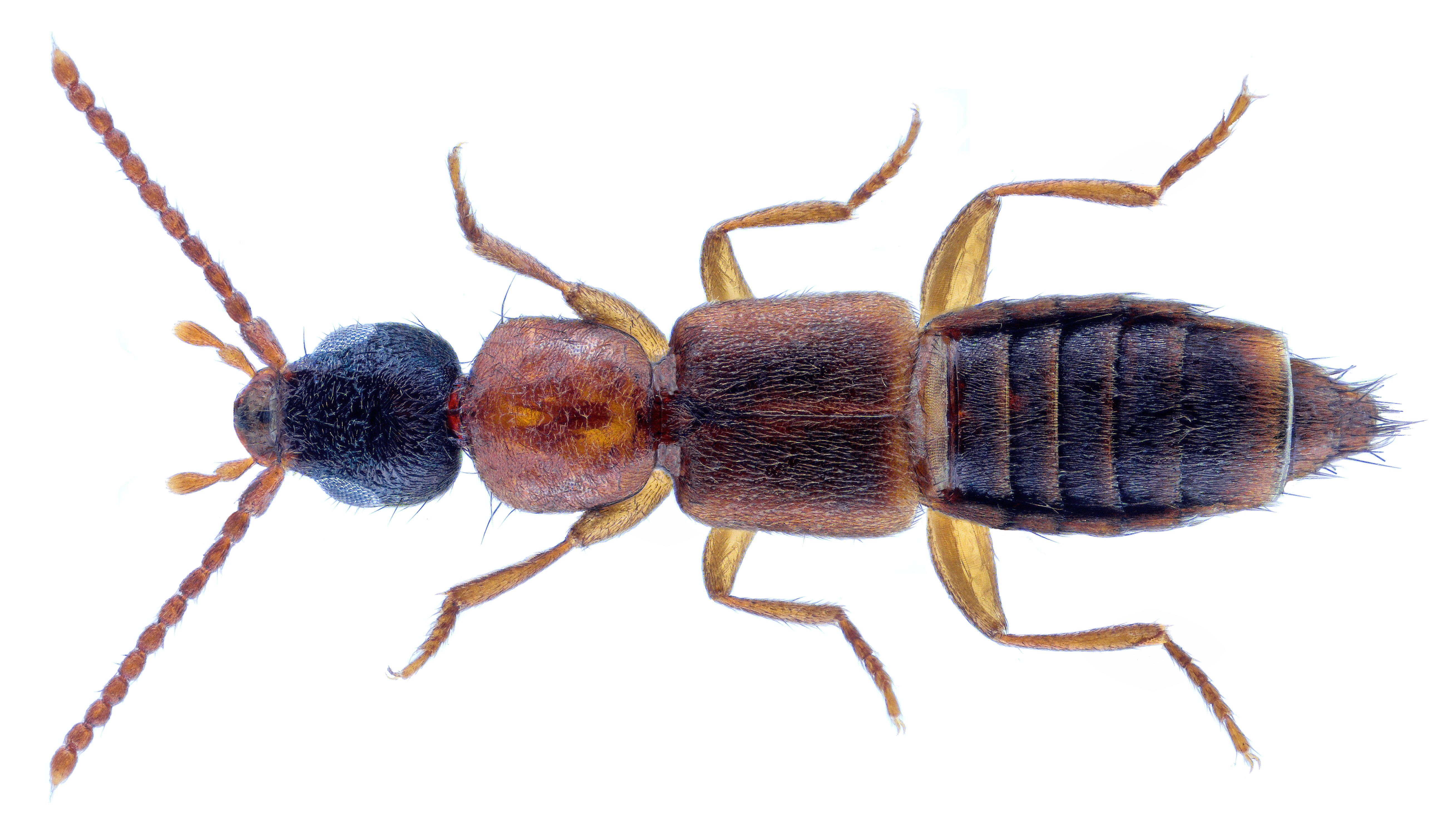
Präparat

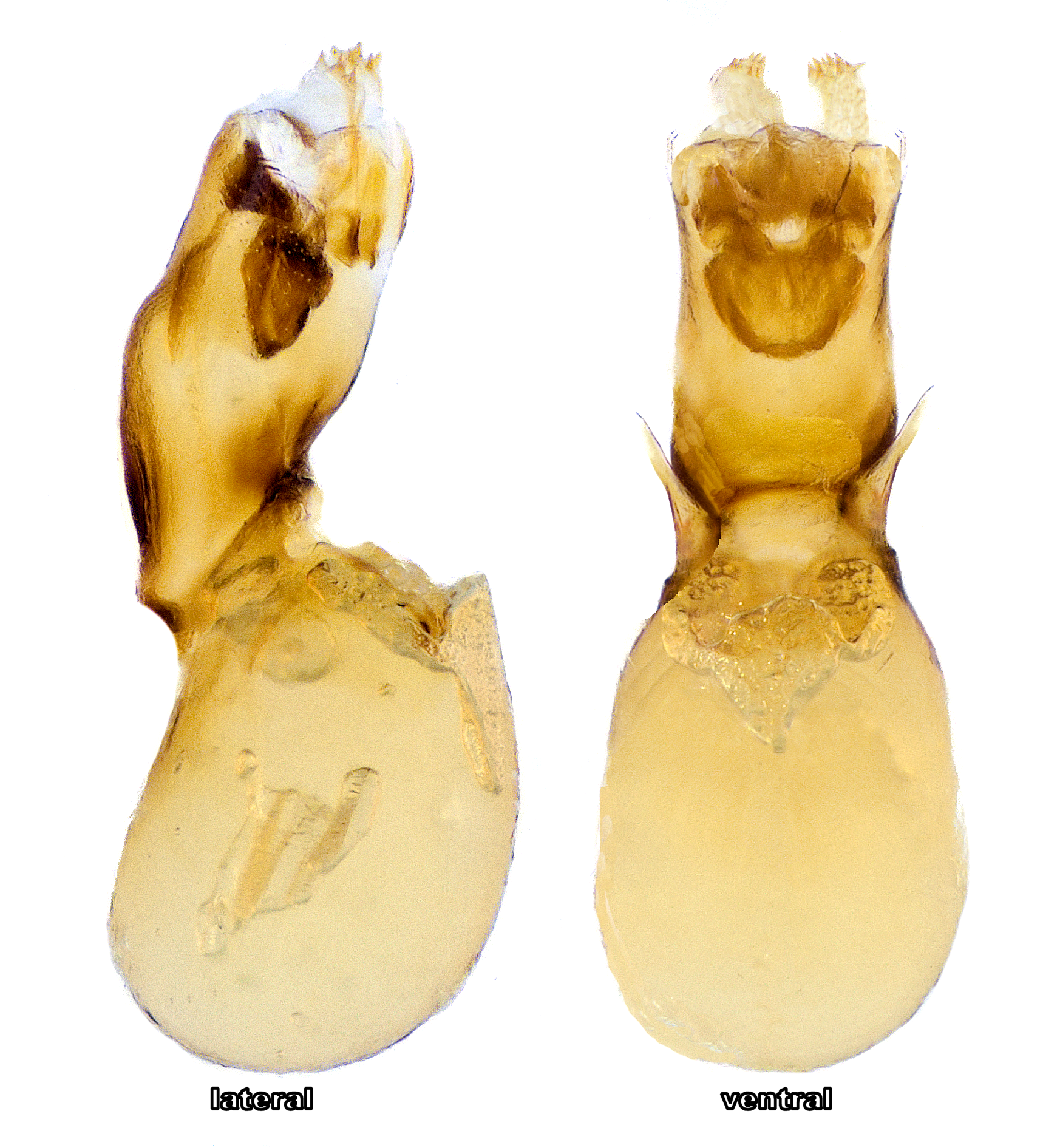
Aedoeagus, Seiten- und Ventralansicht

Lithocharis nigriceps ist ein Kurzflügler aus der Unterfamilie der Paederinae. Der lateinische Namenszusatz nigriceps bedeutet „schwarzköpfig“. Die Gattung Lithocharis ist mit zwei Arten in Europa vertreten.

## Merkmale
Die schlanken Käfer sind 3,5 bis 4 Millimeter lang. Der Kopf ist schwarz gefärbt. Der Halsschild, die Flügeldecken, die Fühler, die Palpen sowie die Beine sind hell rotgelb gefärbt. Die Tergite des braunen Hinterleibs sind hell gerandet. Der Kopf weist eine annähernd quadratische Form auf. Über den Halsschild verläuft eine deutliche glänzende Mittellinie.

## Verbreitung
Die Käferart stammt aus Asien und hat sich seit 1940 in Mitteleuropa ausgebreitet. Mittlerweile ist sie in weiten Teilen Europas vertreten. Sie fehlt lediglich auf der Irischen Insel und auf der Balkanhalbinsel. In Mitteleuropa gilt die Art als weit verbreitet und häufig.

## Lebensweise
Die vielfach synanthrope Art trifft man in den verschiedensten Lebensräumen an, darunter Ruderalflächen, Gärten, Felder, Waldränder und lichte Wälder. Daneben findet man die Käfer häufig in Komposthaufen, auf Stroh und Mist, an faulenden Pflanzenresten sowie vereinzelt in Tierbauten.